# Richard Essington Shields
Richard Essington Shields (Washington, 27. srpnja 1982.) je američki profesionalni košarkaš. Može igrati obje bekovske pozicije, a trenutačno je član slovenske Krke.

## Vanjske poveznice
- Profil na NLB.com
- Profil  Arhivirana inačica izvorne stranice od 29. prosinca 2008. (Wayback Machine) na Košarkarska zveza Slovenije